# Isaac C. Kidd
Isaac Campbell Kidd, född 26 mars 1884, död 7 december 1941, var en amerikansk konteramiral i Amerikanska flottan. Kidd dödades på bryggan på USS Arizona (BB-39) under Attacken mot Pearl Harbor. Han var den högst rankade militären som stupade vid Pearl Harbor. Han var även den första amerikanska flaggofficeren som stupade i Andra världskriget.
Kidds kropp hittade inte efter anfallet, rent tekniskt är han Saknad i strid, men hans klassring från US Naval Academy 1906 hittades av dykare och lämnades över till hans familj.

## Eftermäle
Tre fartyg i den amerikanska flottan har namngivits efter Kidd:
- USS Kidd (DD-661), en jagare av Fletcher-klass i tjänst 1943-1964
- USS Kidd (DDG-993), det första fartyget jagare av  Kidd-klass i tjänst från 1981 till 1998.
- USS Kidd (DDG-100), en jagare av Arleigh Burke-klass, i tjänst 2007 och för närvarande (2021) i tjänst.[2]